# Voorwielaandrijving

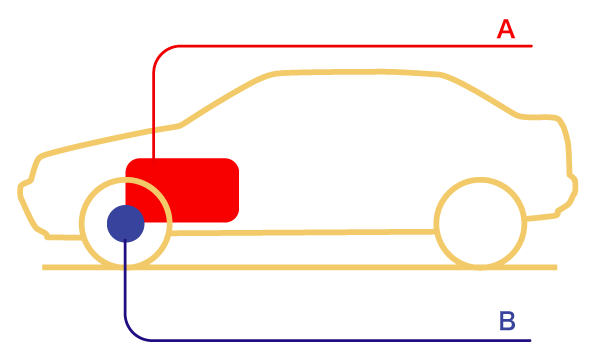
Schema voorwielaandrijving

Voorwielaandrijving is een lay-out-vorm van motor en transmissie die gebruikt wordt in voertuigen, waarbij de motor alleen de voorwielen aandrijft.
Bij de meeste moderne voorwielaangedreven voertuigen wordt een dwarsgeplaatste motor toegepast, eerder dan de conventionele in langsrichting geplaatste motor, die in het algemeen bij achterwielaandrijving of vierwielaandrijving wordt toegepast.

## Geschiedenis
De eerste auto die voorwielaandrijving had is de in Oostenrijk gebouwde Gräf & Stift uit 1895. Pas in de jaren dertig werd dit populair gemaakt, door auto's als de DKW F1 en de Citroën Traction Avant. De doorbraak kwam met de Mini. Sindsdien is de opmars niet te stuiten geweest en worden bijna alle Europese en Japanse auto's uitgerust met voorwielaandrijving

## Voordelen en nadelen
Voorwielaandrijving heeft een aantal voordelen:
- Compacte bouwwijze
- Vlakke bodemplaat
- "Veilige" rij-eigenschappen (bij een te snel genomen bocht gaat de auto rechtuit (onderstuur), waardoor de bestuurder makkelijker de snelheid kan verminderen)

Negatieve eigenschappen:
- Ingewikkelder techniek, er is een homokinetische koppeling nodig om gelijktijdig te kunnen sturen en aan te drijven.
- Veel gewicht vooraan
- Grotere draaicirkel
- Kan moeilijk een groot koppel overbrengen. Tijdens het accelereren verkleint de contactkracht tussen de aangedreven wielen (voorwielen) en het wegdek.